# Герб Литовської РСР
Герб Литовської РСР (лит. Lietuvos TSR herbas) — державний символ Литовської Радянської Соціалістичної Республіки. Базується на гербі СРСР. Офіційно — Державний герб, хоча ця державна емблема й не є геральдичною.

## Опис
|  | Зображення золотого серпа і молота в золотих променях сонця на білому тлі, обрамленого колоссям і дубовим листям, перевитими червоними стрічками з написами ліворуч литовською, а праворуч — російською мовами: «Пролетарі всіх країн, єднайтеся». У верхній частині герба розташовувалася п'ятикутна зірка, в нижній його частині — на червоній стрічці літери LTSR. |

## Історія
Прийнятий маріонетковим радянським урядом Литви у середині 1940 року. До 1970-х років дубове листя на гербі було темно-зеленими, а стрічки, що перетягували колосся-«щитотримачі» були одного відтінку червоного кольору. Положення про герб було закріплене в 167 статті Конституції Литовської РСР від 20 квітня 1978 року. 11 березня 1990 року цей герб було скасовано і відновлено історичний герб Литви — Погоню.